# Pseudophengodes brasiliensis
Pseudophengodes brasiliensis är en skalbaggsart som beskrevs av Wittmer 1976. Pseudophengodes brasiliensis ingår i släktet Pseudophengodes och familjen Phengodidae. Inga underarter finns listade i Catalogue of Life.